# Nemotaulius amurensis
Nemotaulius amurensis är en nattsländeart som beskrevs av Nimmo 1995. Nemotaulius amurensis ingår i släktet Nemotaulius och familjen husmasknattsländor. Inga underarter finns listade i Catalogue of Life.